# 茶色鬼蛛
茶色鬼蛛（学名：Araneus punctigera）为金蛛科鬼蛛屬下的一个种。